# Proteuxoa atrisuffusa
Proteuxoa atrisuffusa là một loài bướm đêm trong họ Noctuidae.